# Maddaloni Inferiore
Maddaloni Inferiore (wł. Stazione di Maddaloni Inferiore) – stacja kolejowa w Maddaloni, w prowincji Caserta, w regionie Kampania, we Włoszech. Położona jest na linii Rzym – Cassino – Neapol.
Obsługuje Maddaloni i nie powinna być mylona ze stacją na Maddaloni Superiore, na linii Caserta – Foggia.
Według klasyfikacji RFI ma kategorię srebrną.

## Linie kolejowe
- Rzym – Cassino – Neapol